# 沼泽云南鳅
沼泽云南鳅（学名：Yunnanilus paludosus）为輻鰭魚綱鯉形目條鳅科云南鳅属的鱼类。在中国，分布于雲南省罗平县等，體長可達8公分，主要生活于水质清澈的水塘中。该物种的模式产地在罗平县大塘子。

## 扩展阅读
維基物種上的相關：沼泽云南鳅